# Carlton-in-Cleveland
Carlton-in-Cleveland is een civil parish in het bestuurlijke gebied Hambleton, in het Engelse graafschap North Yorkshire.